# Tom und Jerry
Tom und Jerry ist eine US-amerikanische Serie mit 161 kurzen Zeichentrickfilmen, die von 1940 bis 1967 für das Kino produziert wurden. Die meisten Folgen handeln vom Versuch des Katers Tom, den Mäuserich Jerry zu fangen, wobei sich skurrile Verfolgungsjagden und Zweikämpfe ergeben, in denen meistens die Maus die Oberhand behält.
Die Produktion war weltweit außerordentlich erfolgreich und erhielt zahlreiche Preise und Auszeichnungen. Sieben Folgen wurden mit einem Oscar ausgezeichnet, weitere sechs wurden für den Oscar nominiert. Damit ist Tom und Jerry die meistausgezeichnete Trickfilmserie überhaupt.

## Geschichte

### 1940–1958
Vorläufer der Serie war der Trickfilm Jerry treibt’s zu bunt (Puss Gets the Boot), der 1940 erschien. Er wurde, ebenso wie die ersten 114 Folgen, in den Trickfilmstudios von Metro-Goldwyn-Mayer unter der Regie von William Hanna (1910–2001) und Joseph Barbera (1911–2006) unter klassischen Animationsbedingungen produziert. Fred Quimby und weitere ranghohe Vertreter der MGM reagierten eher verhalten auf die Vorführung des Films, während ihnen die Vorabversionen sehr gut gefallen hatten. Als der Film ohne größere Werbung in den Kinos veröffentlicht wurde, erhielt Rudolf Ising den Credit für die Regie, während Hanna und Barbera in der Originalfassung nicht namentlich genannt wurden. Nach der Oscar-Nominierung des Films rief Quimby die beiden in sein Büro, erklärte ihnen, dass MGM nicht alles auf eine Karte setzen wolle, und ließ sie an anderen Figuren arbeiten.
Erst als die Kurzfilmexpertin Besa Short (1895–1974) Quimby per Brief fragte, „wann die Welt weitere dieser entzückenden Katze-und-Maus-Cartoons sehen würde“, wurden Hanna und Barbera angewiesen, wieder an den Figuren zu arbeiten. Nun benötigten die Katze, zunächst noch Jasper genannt, und die Maus (von Hanna als Jinx bezeichnet) einen neuen Namen. Hierzu wurden Mitarbeiter des Studios gebeten, Namenspaare auf Zettel zu notieren, die in einem Hut gesammelt wurden. Der aus dem Hut gezogene Zettel enthielt die Namen Tom und Jerry und stammte vom Animator John Carr, der damit fünfzig Dollar gewann. Nun musste das Studio noch die rechtliche Genehmigung einholen, die beiden Figuren nach dem Cocktail Tom and Jerry nennen zu dürfen. Die ebenfalls gleichnamigen Figuren der Van Beuren Studios waren bereits 1933 eingestellt worden.
Zwischen den ersten Folgen von Tom und Jerry gibt es je nach Animationsteam und Konzept stilistisch unterschiedlich gestaltete Figuren für Tom und Jerry. In der Anfangszeit war die Katze sehr niedlich, flauschig und stilisiert gezeichnet, die Maus eher knubbelig und vom Ausdruck her wenig differenziert. Die Weiterentwicklung der Figuren führte über den heute im Merchandising verwendeten realistischen Stil von 1949 hin zu markanteren Formen, die wieder deutlich abstrakter waren. Im Laufe der Zeit traten sowohl seitens der Maus als auch verstärkend für Tom Nebenfiguren auf.
Zu Hauptfiguren wandelten sich vor allem die Bulldogge Spike (welcher anfänglich unter verschiedenen Namen eingeführt wurde und später häufiger auftrat), dessen Sohn Tyke sowie das Mausjunge Nibbles (in späteren Comic-Strips Tuffy genannt). Weitere Nebenfiguren, etwa ein gelber Kanarienvogel oder Toms Katzenfreunde, der schwarzfellige Tim (Butch), der orangefellige Liky (Lightning) und eine namenlose junge Katze (in der deutschen Fassung oft fälschlicherweise als Bärenkind bezeichnet, im Original Topsy), tauchten zwar häufiger auf, verschwanden jedoch ebenso schnell wieder und wurden keine ständigen Begleiter.
Tom und Jerry sind in diesen ersten Folgen tierische Figuren, die vor allem im häuslichen Umfeld Schabernack treiben. Der Kater wird von der schwarzen Haushälterin Mammy Two-Shoes gehalten, die Angst vor Mäusen hat. Im amerikanischen Original spricht sie mit einem ausgesprochenen Südstaaten-Akzent der Schwarzen, tritt vor allem als Autorität oder strafende Person in den Vordergrund und kommt oft zu Schaden. Eine Besonderheit ist, dass bei den gezeichneten Menschen der älteren Filme stets nur die untere Körperhälfte (aus der Perspektive eines Kindes oder eines Tieres gesehen) gezeigt wird. In jüngeren Produktionen sind auch menschliche Figuren vollständig zu sehen.
Die älteren Folgen waren allgemein kreativer, enthielten mehr Gewalt und liefen im Kino sehr erfolgreich. Hanna und Barbera produzierten später für das Fernsehen weitere bekannte Trickfilmserien wie Familie Feuerstein. Die MGM-Trickfilmabteilung wurde 1957 geschlossen.

### 1960–1969
In den Jahren 1961 und 1962 wurden 13 Tom-und-Jerry-Cartoons von Gene Deitch in Prag produziert, anschließend von 1963 bis 1967 weitere 34 Cartoons von Chuck Jones und Les Goldman. Auch hier sind weitere stilistische Veränderungen vorgenommen worden, die Figuren wurden markanter und zunehmend in fiktivere Umgebungen hineingesetzt, führten ein eigenes Leben und agierten wie Menschen. In den 1960er Jahren wurde die Haushälterin Mammy Two-Shoes durch eine weiße Hausfrau ersetzt. Dies geschah in Anbetracht der sozio-politischen Veränderungen in den Vereinigten Staaten.
In den folgenden Jahren entstanden weitere Trickfilme für das Fernsehen, in denen auf Gewalt weitestgehend verzichtet wurde und die – bei kleinerem Budget – nicht mit der künstlerischen Qualität der Kinofolgen mithalten konnten. Die Serie verlor dadurch an Attraktivität, konnte sich aber durch fortgesetzte Ausstrahlung der älteren Folgen in der Gunst des Publikums halten.

## Bearbeitungen
Die älteren Folgen sind im Zweiten Weltkrieg und unmittelbar danach entstanden und waren mit vielen Stereotypen behaftet. Hierzu zählten vor allem Witze auf Kosten der dicken schwarzen Haushälterin Mammy Two-Shoes, die dem allgegenwärtigen Klischee der schwarzen Mammy entsprach, das ebenfalls mit slapstickartigen Überzeichnungen arbeitete, etwa, wenn in rascher Folge ungefähr zwanzig lange Unterröcke in verschiedenen grellbunten Mustern hochgerafft werden. Aktuelle Neuveröffentlichungen sind heutzutage oft bearbeitet; sowohl bei Fernsehausstrahlungen als auch auf den DVD-Veröffentlichungen wurden Gewaltstellen bzw. Stellen geschnitten, die von manchen als rassistisch angesehen wurden (z. B. wenn nach einer Explosion das Gesicht einer Person stark verrußt war).
Die Bearbeitungen begannen jedoch bereits Mitte der 1950er Jahre, als Mammy Two-Shoes, die bis dahin in nahezu jeder Folge aufgetreten war, in Neuproduktionen durch eine schlanke weiße Hausfrau aus der Mittelklasse ersetzt wurde, da sich die Filme so besser an das Fernsehen verkaufen ließen. Die Synchronstimme von Lillian Randolph, die auch eine weiche, akzentfreie Stimme hatte, wurde durch die Stimme von June Foray ersetzt, die mit irischem Akzent sprach. In den heute verfügbaren Kopien kommen oft keine menschlichen Figuren mehr vor.
Allerdings kamen in den originalen Kinofilmen auch extrem gewalttätige Szenen vor, die bereits in den 1960er Jahren beim Übertrag alten Filmmaterials auf neue Trägermedien weggelassen wurden. Alle heute kursierenden Masterbänder enthalten dieses Material nicht mehr. Die zahlreichen einander folgenden Bearbeitungen führten dazu, dass die Filme heute nicht mehr in dem Zustand gesehen werden können, wie sie das Publikum der 1940er und 1950er Jahre sah.

## Ausstrahlung

### Deutsches Fernsehen
Im deutschen Fernsehen lief Tom und Jerry erstmals 1976 im ZDF. Für den deutschen Fernsehmarkt wurden Einzelfolgen in Sammelbeiträge zusammengeschnitten (anfangs strukturell getrennt mittels Zwischenfilmen des Zeichners Curt Linda, in denen sich ein Gespenst und ein Skelett gegenseitig erschrecken), später, ab 1981, jedoch basierend auf der Einzelfolge Jerry’s Diary von 1949, die von Kenneth Muse und Ed Barge nach dem von ihnen entwickelten Stil animiert wurde. In dieser Folge entdeckt Tom Jerrys Tagebuch und liest darin, was eine kurze Rahmenhandlung abgibt, in die fünf Ausschnitte aus anderen Folgen eingespielt werden. Diese Folge wurde beim Zuschnitt der Produktion auf das Fernsehformat verwendet, wobei die Einspieler jedes Mal durch andere Folgen ersetzt wurden.
Diese Folgen werden von mehreren Zwischenspielen getrennt, in denen sich Toms gute Stimmungslage schrittweise verschlechtert und gegen deren Ende er wütend das Tagebuch zerreißt und dem völlig überraschten Jerry eine Torte ins Gesicht schmiert (letzteres wurde jedoch beim Wechsel vom ZDF zu ProSieben Anfang der 1990er Jahre herausgeschnitten.) Diese Zwischenspiele wurden mit dem Klavierintro bzw. -outro des Titellieds der deutschen Fernsehfassung, Vielen Dank für die Blumen von Udo Jürgens, unterlegt. Der Song zählt zu Jürgens’ bekanntesten Stücken. In dieser Form wurde Tom und Jerry dem deutschen Publikum bekannt. Weil die Rahmenhandlung von Jerry’s Diary in jeder Fernsehfolge gezeigt wurde, avancierte sie zur bekanntesten Folge überhaupt: Die im Stil von Muse und Barge gezeichneten Figuren gelten in Deutschland mittlerweile als typisch Tom und Jerry und werden im deutschen Merchandising verwendet.
Alle Folgen sind mit einer Stimme aus dem Off synchronisiert, die meist aus Jerrys Perspektive das Gesehene erzählt und kommentiert. Es gibt aber auch Folgen, in denen das Geschehene aus einer neutralen Position heraus kommentiert wird; es handelt sich um solche, die ab Juni 1983 als Lückenfüller vor der Nachrichtensendung heute eingesetzt wurden. Diese Folgen liefen unter dem Titel Jagdszenen in Hollywood und waren meist stark gekürzt; manche Folgen liegen auf Deutsch sogar nur in der gekürzten Version vor, etwa Der kleine Specht (Folge 41) oder Lehrstunde für Tom (Folge 57). Das Titellied der Jagdszenen in Hollywood war The Entertainer, als Rahmenhandlung diente die Folge Matinee Mouse (Tom und der falsche Frieden) von 1966, in der Tom und Jerry sich in einem Kino ihre eigenen Filme ansehen, sich über die Schmerzen des anderen amüsieren und sich dabei ihre Laune schrittweise verschlechtert. Seit der Ausstrahlung bei ProSieben wurden diese Cartoons in die normale Serie integriert.
Ähnlich wie beim Rosaroten Panther sind die meist gereimten Kommentare eine deutsche Besonderheit und sollen durch zusätzlichen Kontext und Witz zur Unterhaltung sowie zum einfacheren Verständnis der Handlung beitragen. Auf den deutschsprachigen Zuschauer wirken daher Original und Synchronfassung inhaltlich etwas anders. Für die deutschen Texte der Fernseh-Erstausstrahlungen zeichnete Siegfried Rabe verantwortlich, der auch Co-Autor des Titelliedes dieser deutschen Fernsehfassung, Vielen Dank für die Blumen, war. Gesprochen wurden die Texte anfangs von Peter Ehret, nach 1981 von Stefan Krause. Bei den Jagdszenen in Hollywood sprach Arnold Marquis die Texte. Die Bulldogge Spike und Mammy-Two-Shoes wurden meistens von Walter Reichelt und Marianne Wischmann gesprochen.
1990 lief die Serie Tom und Jerry mit dem bekannten Udo-Jürgens-Vor- und Abspann das letzte Mal regulär im Nachmittagsprogramm des ZDF. Die Jagdszenen-in-Hollywood-Cartoons wurden dabei in diese integriert. Am 3. September 1990 war die Erstausstrahlung bei ProSieben, ebenfalls mit dem Udo-Jürgens-Vor- und Abspann, wo die Serie bis 1996 lief. Später lief die Serie in den dritten Programmen sowie im Ersten (2001–2006), auf kabel eins (2006–2008), wieder im ersten Programm (2007) und schließlich erstmals vollständig und in chronologischer Reihenfolge bei RTL 2 (2008). Ebenso lief die Serie sporadisch bei KiKA, ORF 1 und beim SF zwei. Seit 2014 hält Super RTL die Rechte an der Serie, wo sie seit Februar 2014 zu sehen ist. Zudem wird der klassische deutsche Vorspann mit dem bekannten Lied „Vielen Dank für die Blumen“ von Udo Jürgens verwendet.
Mittlerweile sind fast alle Cartoons der Jahre 1940 bis 1967 als zwölfteilige Tom & Jerry Classic Collection auf DVD erhältlich. Vergessen wurden im Rahmen dieser Veröffentlichung allerdings Tom als Millionär (14) sowie Babysitter wider Willen (100). Diese sind nur auf den Best-of-DVDs Tom und Jerry – Auf Reisen bzw. Tom und Jerry – Ihre größten Jagdszenen – Teil 2 (Tom als Millionär) sowie Tom und Jerry – Ungebetene Gäste bzw. Tom und Jerry – Ihre größten Jagdszenen – Teil 5 (Babysitter wider Willen unter dem Alternativtitel Stress mit dem Nachwuchs) enthalten.

### International
In Großbritannien werden gewöhnlicherweise die ältesten noch vorhandenen Fassungen der Folgen gezeigt, das heißt jene, die 1965 von Barbera selbst von Kinobändern auf neues Material überspielt wurden. Die BBC verwendet die Folgen zudem als Notband bei Sendeunterbrechungen und technischen Störungen an Stelle einer Hinweistafel, weil dann weniger Zuschauer umschalten. Im stark cartoon-lastigen japanischen Medienmarkt zählt Tom und Jerry zu den 100 beliebtesten Produktionen.

## Auszeichnungen und Preise
Diese Folgen gewannen den Oscar für den besten animierten Kurzfilm.
- 1943: Tom spielt Feuerwerker (The Yankee Doodle Mouse)
- 1944: Tom bildet sich (Mouse Trouble)
- 1945: Tom der Nachtwächter (Quiet Please!)
- 1946: Tom gibt ein Konzert (The Cat Concerto)
- 1948: Tom und ich und Nibbelchen (The Little Orphan)
- 1951: Der liebe Tom verliert den Kopf (The Two Mouseketeers)
- 1952: Katz und Maus im Walzertakt (Johann Mouse)

Diese Folgen waren für den Academy Award (Oscar) nominiert, gewannen ihn aber nicht.
- 1940: Jerry treibt’s zu bunt (Puss Gets the Boot)
- 1941: Heiligabend (The Night Before Christmas)
- 1947: Geiz macht klein und hässlich (Dr. Jekyll and Mr. Mouse)
- 1949: Der kleine Specht (Hatch Up Your Troubles)
- 1950: Lehrstunde für Tom (Jerry’s Cousin)
- 1954: Tom und der neue Mausketier (Touché, Pussy Cat!)

Diese Folgen waren für den Annie Award nominiert, gewannen aber nicht:
- 1946: Tom bekommt eins auf die Mütze (Springtime for Thomas)
- 1955: Tom wird Mutter (That’s My Mommy)
- 1956: Tom als Muskelkater (Muscle Beach Tom)

## Episoden

### Erste Serie (1940–1958) vonWilliam HannaundJoseph Barberaproduziert
| #    | Erstaufführung     | Originaltitel                                                                      | Deutscher Titel                          |
| ---- | ------------------ | ---------------------------------------------------------------------------------- | ---------------------------------------- |
| 1-1  | 10. Februar 1940   | Puss Gets the Boot Oscar-nominiert für den besten animierten Kurzfilm              | Jerry treibt’s zu bunt                   |
| 1-2  | 19. Juli 1941      | The Midnight Snack                                                                 | Mit Leib und Seele                       |
| 1-3  | 6. Dezember 1941   | The Night Before Christmas Oscar-nominiert für den besten animierten Kurzfilm      | Heiligabend                              |
| 1-4  | 17. Januar 1942    | Fraidy Cat                                                                         | Tom treibt Gespensterkunde               |
| 1-5  | 18. April 1942     | Dog Trouble                                                                        | Tom und ich im Training                  |
| 1-6  | 30. Mai 1942       | Puss n’ Toots                                                                      | Ein Herz und eine Maus                   |
| 1-7  | 18. Juli 1942      | The Bowling Alley-Cat                                                              | Tom und ich treffen alle Neune           |
| 1-8  | 10. Oktober 1942   | Fine Feathered Friend                                                              | Tom und das dumme Huhn                   |
| 1-9  | 16. Januar 1943    | Sufferin’ Cats!                                                                    | Tom und Tim, die beiden Schurken         |
| 1-10 | 22. Mai 1943       | The Lonesome Mouse                                                                 | Scherben bringen Glück                   |
| 1-11 | 26. Juni 1943      | The Yankee Doodle Mouse Oscar für den besten animierten Kurzfilm                   | Tom spielt Feuerwerker                   |
| 1-12 | 25. Dezember 1943  | Baby Puss                                                                          | Tom als Wickelkind                       |
| 2-1  | 26. Februar 1944   | The Zoot Cat                                                                       | Kleider machen Leute                     |
| 2-2  | 6. Mai 1944        | The Million Dollar Cat                                                             | Tom macht Mäuse / Tom als Millionär      |
| 2-3  | 22. Juli 1944      | The Bodyguard                                                                      | Hundstage für Tom                        |
| 2-4  | 28. Oktober 1944   | Puttin’ on the Dog                                                                 | Neues vom Hundeleben                     |
| 2-5  | 23. November 1944  | Mouse Trouble Oscar für den besten animierten Kurzfilm                             | Tom bildet sich                          |
| 2-6  | 5. Mai 1945        | The Mouse Comes to Dinner                                                          | Tom und ich an einem Tisch               |
| 2-7  | 7. Juli 1945       | Mouse in Manhattan                                                                 | Eine Broadway Melodie                    |
| 2-8  | 21. Juli 1945      | Tee for Two                                                                        | Tom spielt Golf                          |
| 2-9  | 22. September 1945 | Flirty Birdy                                                                       | Tom kriegt einen seltenen Vogel          |
| 2-10 | 22. Dezember 1945  | Quiet Please! Oscar für den besten animierten Kurzfilm                             | Tom der Nachtwächter                     |
| 2-11 | 30. März 1946      | Springtime for Thomas                                                              | Tom bekommt eins auf die Mütze           |
| 2-12 | 18. Mai 1946       | The Milky Waif                                                                     | Nie ohne Tom                             |
| 2-13 | 29. Juni 1946      | Trap Happy                                                                         | Wer anderen eine Grube gräbt             |
| 3-1  | 31. August 1946    | Solid Serenade                                                                     | Tom im Liebesrausch / Tom als Troubadour |
| 3-2  | 22. Februar 1947   | Cat Fishin’                                                                        | Tom fischt sich Ärger                    |
| 3-3  | 15. März 1947      | Part Time Pal                                                                      | Tom und die Küchenlieder                 |
| 3-4  | 26. April 1947     | The Cat Concerto Oscar für den besten animierten Kurzfilm                          | Tom gibt ein Konzert                     |
| 3-5  | 14. Juni 1947      | Dr. Jekyll and Mr. Mouse Oscar-Nominiert für den besten animierten Kurzfilm        | Geiz macht klein und hässlich            |
| 3-6  | 12. Juli 1947      | Salt Water Tabby                                                                   | Tom macht Ferien                         |
| 3-7  | 30. August 1947    | A Mouse in the House                                                               | Tom und Jerry können’s nicht lassen      |
| 3-8  | 27. September 1947 | The Invisible Mouse                                                                | Die unsichtbare Maus                     |
| 3-9  | 1. Juni 1948       | Kitty Foiled                                                                       | Zwei Kleine gegen Tom                    |
| 3-10 | 17. Juli 1948      | The Truce Hurts                                                                    | Friede mit Tom                           |
| 3-11 | 18. September 1948 | Old Rockin’ Chair Tom                                                              | Was wird aus Tom?                        |
| 3-12 | 30. Oktober 1948   | Professor Tom                                                                      | Professor Tom                            |
| 3-13 | 11. Dezember 1948  | Mouse Cleaning                                                                     | Tom als Saubermann                       |
| 4-1  | 26. Februar 1949   | Polka-Dot Puss                                                                     | Tom und ich mit roten Pünktchen          |
| 4-2  | 30. April 1949     | The Little Orphan Oscar für den besten animierten Kurzfilm                         | Tom und ich und Nibbelchen               |
| 4-3  | 14. Mai 1949       | Hatch Up Your Troubles Oscar-nominiert für den besten animierten Kurzfilm          | Der kleine Specht                        |
| 4-4  | 9. Juli 1949       | Heavenly Puss                                                                      | Zur Hölle mit Tom / Zum Teufel mit Tom   |
| 4-5  | 3. September 1949  | The Cat and the Mermouse                                                           | Tom und die Meermaus                     |
| 4-6  | 1. Oktober 1949    | Love That Pup                                                                      | Späße mit Spike                          |
| 4-7  | 22. Oktober 1949   | Jerry’s Diary (In der deutschen Fassung als Titelsequenz verwendet)                | Jerry’s Diary                            |
| 4-8  | 10. Dezember 1949  | Tennis Chumps                                                                      | Tom und Tim am Ball                      |
| 4-9  | 7. Januar 1950     | Little Quacker                                                                     | Tom und das unartige Entlein             |
| 4-10 | 14. Januar 1950    | Saturday Evening Puss                                                              | Tom gibt ’ne Party                       |
| 4-11 | 11. März 1950      | Texas Tom                                                                          | Texas Tom                                |
| 4-12 | 8. April 1950      | Jerry and the Lion                                                                 | Tom und die Löwennummer                  |
| 4-13 | 1. Juli 1950       | Safety Second                                                                      | Tom am Tag der Sicherheit                |
| 5-1  | 16. September 1950 | Tom & Jerry in the Hollywood Bowl                                                  | Tom und Jerry in Hollywood               |
| 5-2  | 21. Oktober 1950   | The Framed Cat                                                                     | Tom und der Keulendieb                   |
| 5-3  | 25. November 1950  | Cue Ball Cat                                                                       | Spieler aus Leidenschaft                 |
| 5-4  | 6. Januar 1951     | Casanova Cat                                                                       | Tom und ich auf Brautschau               |
| 5-5  | 3. März 1951       | Jerry and the Goldfish                                                             | Mein Freund der Goldfisch                |
| 5-6  | 7. April 1951      | Jerry’s Cousin Oscar-nominiert für den besten animierten Kurzfilm                  | Lehrstunde für Tom                       |
| 5-7  | 26. Mai 1951       | Sleepy-Time Tom                                                                    | Schlaf, Tommy, schlaf                    |
| 5-8  | 7. Juli 1951       | His Mouse Friday                                                                   | Tom dreht durch                          |
| 5-9  | 8. September 1951  | Slicked-Up Pup                                                                     | Tom in Sachen Sauberkeit                 |
| 5-10 | 6. Oktober 1951    | Nit-Witty Kitty                                                                    | Tom nicht Maus und nicht Kater           |
| 5-11 | 8. Dezember 1951   | Cat Napping                                                                        | Der Gartenfreund                         |
| 5-12 | 12. Januar 1952    | The Flying Cat                                                                     | Der fliegende Kater                      |
| 5-13 | 16. Februar 1952   | The Duck Doctor                                                                    | Tom schießt mal wieder übers Ziel        |
| 6-1  | 15. März 1952      | The Two Mouseketeers Oscar für den besten animierten Kurzfilm                      | Der liebe Tom verliert den Kopf          |
| 6-2  | 12. April 1952     | Smitten Kitten                                                                     | Verliebt sein ist alles                  |
| 6-3  | 19. April 1952     | Triplet Trouble                                                                    | Rache ist süß                            |
| 6-4  | 14. Juni 1952      | Little Runaway                                                                     | Tom geht zum Zirkus                      |
| 6-5  | 26. Juli 1952      | Fit to Be Tied                                                                     | Einigkeit macht stark                    |
| 6-6  | 6. September 1952  | Push-Button Kitty                                                                  | Tom und die Technik                      |
| 6-7  | 18. Oktober 1952   | Cruise Cat                                                                         | Eine Reise übers Meer                    |
| 6-8  | 29. November 1952  | The Dog House                                                                      | Tom wird Baumeister                      |
| 6-9  | 10. Januar 1953    | The Missing Mouse                                                                  | Tom sieht weiße Mäuse                    |
| 6-10 | 21. Februar 1953   | Jerry and Jumbo                                                                    | Nachtvorstellung für Tom                 |
| 6-11 | 21. März 1953      | Johann Mouse Oscar für den besten animierten Kurzfilm                              | Katz und Maus im Walzertakt              |
| 6-12 | 25. April 1953     | That’s My Pup!                                                                     | Tom wird Klettermeister                  |
| 6-13 | 5. September 1953  | Just Ducky                                                                         | Tom steht das Wasser bis zum Hals        |
| 7-1  | 17. Oktober 1953   | Two Little Indians                                                                 | Tom und die kleinen Indianer             |
| 7-2  | 21. November 1953  | Life with Tom                                                                      | Mein Leben mit Tom                       |
| 7-3  | 23. Januar 1954    | Puppy Tale                                                                         | Tom hat ein Herz für die Kleinen         |
| 7-4  | 30. Januar 1954    | Posse Cat                                                                          | Tom als fauler Cowboy                    |
| 7-5  | 17. April 1954     | Hic-cup Pup                                                                        | Tom der Hundefreund                      |
| 7-6  | 29. Mai 1954       | Little School Mouse                                                                | Lehrer und Schüler                       |
| 7-7  | 14. August 1954    | Baby Butch                                                                         | Flirten will gelernt sein                |
| 7-8  | 4. September 1954  | Mice Follies                                                                       | Tom auf Glatteis                         |
| 7-9  | 2. Oktober 1954    | Neapolitan Mouse                                                                   | Tom und ich in Neapel                    |
| 7-10 | 13. November 1954  | Downhearted Duckling                                                               | Downhearted Duckling                     |
| 7-11 | 20. November 1954  | Pet Peeve Cinemascope                                                              | Die letzte Frist                         |
| 7-12 | 18. Dezember 1954  | Touché, Pussy Cat! Cinemascope, Oscar-nominiert für den besten animierten Kurzfilm | Tom und der neue Mausketier              |
| 7-13 | 12. März 1955      | Southbound Duckling Cinemascope                                                    | Die Reise in den Süden                   |
| 8-1  | 30. April 1955     | Pup on a Picnic                                                                    | Tom und das Katerfrühstück               |
| 8-2  | 21. Mai 1955       | Mouse for Sale                                                                     | Die verkaufte Maus                       |
| 8-3  | 2. September 1955  | Designs on Jerry                                                                   | Tom der alte Fallensteller               |
| 8-4  | 9. September 1955  | Tom and Chérie Cinemascope                                                         | Tom und ich im schönen Frankreich        |
| 8-5  | 14. Oktober 1955   | Smarty Cat                                                                         | Flimmerabend bei Tom                     |
| 8-6  | 11. November 1955  | Pecos Pest                                                                         | Onkel Pecos                              |
| 8-7  | 19. November 1955  | That’s My Mommy Cinemascope                                                        | Tom wird Mutter                          |
| 8-8  | 27. Januar 1956    | The Flying Sorceress Cinemascope                                                   | In einer anderen Nacht                   |
| 8-9  | 23. März 1956      | The Egg and Jerry Remake von Hatch Up Your Troubles (1949), Cinemascope            | Tom und ich auf der Jagd                 |
| 8-10 | 4. Mai 1956        | Busy Buddies Prequel zu Tot Watchers (1958), Cinemascope                           | Babysitter wider Willen                  |
| 8-11 | 7. September 1956  | Muscle Beach Tom Cinemascope                                                       | Tom als Muskelkater                      |
| 8-12 | 21. Oktober 1956   | Down Beat Bear Cinemascope                                                         | Tom der Dauertänzer                      |
| 8-13 | 16. November 1956  | Blue Cat Blues Cinemascope                                                         | Dreimal armer schwarzer Kater            |
| 8-14 | 14. Dezember 1956  | Barbecue Brawl Cinemascope                                                         | Gesegnete Mahlzeit                       |
| 9-1  | 22. Februar 1957   | Tops with Pops Remake von Love That Pup (1949), Cinemascope                        | Späße mit Spike                          |
| 9-2  | 19. April 1957     | Timid Tabby Cinemascope                                                            | Besuch für Tom                           |
| 9-3  | 7. Juni 1957       | Feedin’ the Kiddie Remake von The Little Orphan (1949), Cinemascope                | Tom und ich und Nibbelchen               |
| 9-4  | 6. September 1957  | Mucho Mouse Cinemascope                                                            | Tom im Lande der Gitarren                |
| 9-5  | 1. November 1957   | Tom’s Photo Finish Cinemascope                                                     | Tom wird geblitzt                        |
| 9-6  | 3. Januar 1958     | Happy Go Ducky Cinemascope                                                         | Feuchtfröhliche Ostern                   |
| 9-7  | 7. März 1958       | Royal Cat Nap Cinemascope                                                          | Tom und die Musketiere                   |
| 9-8  | 2. Mai 1958        | The Vanishing Duck Cinemascope                                                     | Die Macht des Unsichtbaren               |
| 9-9  | 6. Juni 1958       | Robin Hoodwinked Cinemascope                                                       | Tom und ich bei Robin Hood               |
| 9-10 | 1. August 1958     | Tot Watchers Cinemascope                                                           | Tom und ich als Babysitter               |

### Zweite Serie (vonGene Deitchproduziert) (1961–1962)
| #     | Erstaufführung    | Originaltitel                 | Deutscher Titel                       |
| ----- | ----------------- | ----------------------------- | ------------------------------------- |
| 10-1  | 7. September 1961 | Switchin' Kitten              | Tom der Bell-Ami                      |
| 10-2  | 26. Oktober 1961  | Down And Outing               | Frische Fische für Tom                |
| 10-3  | 7. Dezember 1961  | It's Greek To Me-ow!          | Bericht aus Griechenland              |
| 10-4  | 1. Januar 1962    | High Steaks                   | Tom und ich in Nachbars Garten        |
| 10-5  | 1. Februar 1962   | Mouse Into Space              | Tom und die Astromaus                 |
| 10-6  | 1. April 1962     | Landing Stripling             | Tom auf Vogeljagd                     |
| 10-7  | 1. Juni 1962      | Calypso Cat                   | Tom will auf die Calypso-Insel        |
| 10-8  | 1. Juli 1962      | Dicky Moe                     | Tom und der weiße Wal                 |
| 10-9  | 1. August 1962    | The Tom And Jerry Cartoon Kit | Tom und ich als Bastelfreunde         |
| 10-10 | 1. September 1962 | Tall In The Trap              | Tom als wandelnde Falle               |
| 10-11 | 1. Oktober 1962   | Sorry Safari                  | Heia Safari                           |
| 10-12 | 1. November 1962  | Buddies Thicker Than Water    | Spuren im Schnee / Tom als Schneemann |
| 10-13 | 1. Dezember 1962  | Carmen Get It!                | Tom und ich in der Oper               |

### Dritte Serie (vonChuck Jonesproduziert) (1963–1967)
| #     | Erstaufführung | Originaltitel                     | Deutscher Titel                                        |
| ----- | -------------- | --------------------------------- | ------------------------------------------------------ |
| 11-1  | 1963           | Pent-House Mouse                  | Tom und die Penthouse Maus                             |
| 11-2  | 1964           | The Cat Above and The Mouse Below | Tom der singende Kater                                 |
| 11-3  | 1964           | Is There a Doctor in the Mouse?   | Jerry der Wirbelsturm                                  |
| 11-4  | 1964           | Much Ado About Mousing            | Tom angelt sich Ärger                                  |
| 11-5  | 1964           | Snowbody Loves Me                 | Spiele mit dem Feuer                                   |
| 11-6  | 1964           | The Unshrinkable Jerry Mouse      | Tom kriegt einen Stellvertreter                        |
| 11-7  | 1965           | Ah Sweet Mouse-Story of Life      | Tom als Wühlmaus / Tom in Not                          |
| 11-8  | 1965           | Tom-ic Energy                     | Spielchen mit Tom                                      |
| 11-9  | 1965           | Bad Day At Cat Rock               | Tom als echter Kopfarbeiter                            |
| 11-10 | 1965           | The Brothers Carry-Mouse-Off      | Tom will mit der Liebe spielen / Alle Mäuse lieben Tom |
| 11-11 | 1965           | Haunted Mouse                     | Tom und die Magie                                      |
| 11-12 | 1965           | I'm Just Wild about Jerry         | Mit Tom geht's bergab                                  |
| 11-13 | 1965           | Of Feline Bondage                 | Die gute Fee                                           |
| 11-14 | 1965           | The Year of the Mouse             | Im Jahr der Mäuse                                      |
| 11-15 | 1965           | The Cat's Me-ouch                 | Tom kommt auf den Hund                                 |
| 11-16 | 1966           | Duel Personality                  | Duell im Morgengrauen                                  |
| 11-17 | 1966           | Jerry, Jerry Quite Contrary       | Tom unter Druck                                        |
| 12-1  | 1966           | Jerry Go-Round                    | Tom und ich bei meinem Freund Jumbo                    |
| 12-2  | 1966           | Love Me, Love My Mouse            | Der ganz verliebte Tom                                 |
| 12-3  | 1966           | Puss 'n' Boats                    | Tom muss Wache schieben                                |
| 12-4  | 1966           | Filet Meow                        | Tom und ich und der Goldfisch                          |
| 12-5  | 1966           | Matinee Mouse                     | Tom und der falsche Frieden                            |
| 12-6  | 1966           | The A-Tom-Inable Snowman          | Tom und der kleine Wau-Wau / Ein hungriger Kater       |
| 12-7  | 1966           | Catty-Cornered                    | Tom und der liebe Nachbar                              |
| 12-8  | 1967           | Cat and Dupli-Cat                 | Die Reise nach Venedig                                 |
| 12-9  | 1967           | O-Solar-Meow                      | Tom und ich im Weltraum / Der Käseplanet               |
| 12-10 | 1967           | Guided Mouse-ille                 | Tom und ich im Käseland                                |
| 12-11 | 1967           | Rock 'n' Rodent                   | Schlafmütze Tom                                        |
| 12-12 | 1967           | Cannery Rodent                    | Tom als Ölsardine / Dosenfutter                        |
| 12-13 | 1967           | The Mouse from H.U.N.G.E.R.       | Jerry jagt Tom                                         |
| 12-14 | 1967           | Surf-Bored Cat                    | Tom der Supersurfer                                    |
| 12-15 | 1967           | Shutter Bugged Cat                | Toms große Superfalle                                  |
| 12-16 | 1967           | Advance and Be Mechanized         | Tom und ich in weiter Ferne                            |
| 12-17 | 1967           | Purr-Chance to Dream              | Toms schlaflose Nächte                                 |

### Die lustige Tom und Jerry Show (Filmation Associates) (1980)
1. Cat in the Fiddle (Katzenmusik)
2. A Connecticut Mouse in King Arthur's Court (Ritter Tom)
3. Farewell Sweet Mouse (Wiedersehen Mäuschen!)
4. Get Along Little Jerry (Im Wilden Westen)
5. Gopher It, Tom (Der Gemüseklau)
6. The Great Mousini (Der große Mausini)
7. Heavy Booking (Krachmachen verboten!)
8. The Incredible Shrinking Cat (Der Schrumpfkater)
9. Invasion of the Mouse Snatchers (Invasion des Mäusefängers)
10. Jerry's Country Cousin (Der Cousin vom Lande)
11. Kitty Hawk Kitty (Flugpioniere)
12. Mechanical Failure (Der Roboter im Haus)
13. Most Wanted Cat (Tom kündigt!)
14. Mouse Over Miami (Maus in Miami)
15. New Mouse in the House (Eine neue Maus im Haus)
16. No Museum Peace (Keine Ruhe im Museum)
17. Pied Piper Puss (Mäusefänger Puss)
18. Pie in the Sky (Die Mittagspause)
19. The Plaid Baron Strikes Again (Der Mäusepilot)
20. The Puppy Sitter (Der Welpensitter)
21. Save That Mouse (Oma auf Besuch)
22. Say What? (Der Papagei)
23. School for Cats (Die Katzenschule)
24. Snow Brawl (Katz und Maus im Schnee)
25. Spike's Birthday (Spikes Geburtstag)
26. Stage Struck (Eine Show für Zwei)
27. Superstocker (Im Supermarkt)
28. The Trojan Dog (Der troyanische Hund)
29. Under the Big Top (Artisten in der Zirkuskuppel)
30. When the Rooster Crows (Der lauteste Hahn der Welt)

### Tom & Jerry auf wilder Jagd (2006)

#### Staffel 1
| #  | Erstausstrahlung | Deutschsprachige Erstausstrahlung | Originaltitel                                                        | Deutscher Titel                                                       |
| -- | ---------------- | --------------------------------- | -------------------------------------------------------------------- | --------------------------------------------------------------------- |
| 1  | 30.09.2006       | 18.09.2006                        | Joy Riding Jokers/Cat Got Your Luggage?/City Dump Chumps             | Unheilige Nacht/Schussfahrt mit Hindernissen/Tom und Jerry am Nordpol |
| 2  | 28.10.2006       | 18.09.2006                        | Bats What I Like About the South/Fraidy Cat Scat/Tomb It May Concern | Jerry Fledermaus/Der Lampengeist/Spuk der Mumien                      |
| 3  | 03.02.2007       | 19.09.2006                        | Fire Breathing Tom Cat/Medieval Menace/The Itch                      | Edler Ritter Tom/Der Froschkönig/Der Flohwaltzer                      |
| 4  | 11.11.2006       | 19.09.2006                        | Digital Dilema/Hi, Robot/Tom Cat Jetpack                             | Digitales Dilemma/Jerry und die Robomaus/Kater Düsentrieb             |
| 5  | 05.05.2007       | 20.09.2006                        | Piranha Be Loved By You/Spook House Mouse/Abracadumb                 | Tom und der bissige Fisch/Bleiche Gespenster/Das Duell der Magier     |
| 6  | 17.02.2007       | 20.09.2006                        | Cat Nebula/Martian Mice/Spaced Out Cat                               | Mission Käsball/Das verrückte Huhn/Wettflug zum Mond                  |
| 7  | 24.02.2007       | 21.09.2006                        | Octo-Suave/Beach Bully Bingo/Treasure Map Scrap                      | Der verliebte Oktopus/Ein Tag am Meer/Jerry und die goldenen Taler    |
| 8  | 07.10.2006       | 21.09.2006                        | Way Of Broadway/Egg Beats/Cry Uncle                                  | Straßenmusikanten/Eiertanz/Der singende Onkel                         |
| 9  | 10.02.2007       | 22.09.2006                        | Ho, Ho Horrors/Dog-Gone Hill Hog/Northern Light Fish Fight           | Wild und gefährlich/Der neue Page/Auf dem Schrottplatz                |
| 10 | 23.09.2006       | 22.09.2006                        | Tiger Cat/Feeding Time/Polar Peril                                   | Die Tigerkatze/Füttern verboten/Der freundliche Eisbär                |
| 11 | 04.11.2006       | 25.09.2006                        | Dino-Sores/Freaky Tiki/Preaisterics                                  | Jedem sein Dino/Die Rache der Götter/Tom und Jerry in der Steinzeit   |
| 12 | 03.03.2007       | 25.09.2006                        | Destruction Junction/Battle of the Power Tools/Jackhammered Cat      | Ein Haus mit Maus/Wie gewonnen so zerronnen/Ein Kater macht Dampf     |
| 13 | 28.04.2007       | 26.09.2006                        | Tin Cat of Tomorrow/Beef Cat Tom/Tom Cat, Superstar                  | Der mechanische Kater/Figurproblem/Tom der Superstar                  |

#### Staffel 2
| #  | Erstausstrahlung | Deutschsprachige Erstausstrahlung | Originaltitel                                                                                  | Deutscher Titel                                                |
| -- | ---------------- | --------------------------------- | ---------------------------------------------------------------------------------------------- | -------------------------------------------------------------- |
| 1  | 29.09.2007       | 03.10.2014                        | Zent out of Shape/I Dream of Meanie/Which Witch                                                | Tom und Jerry im Kloster/Der Kater in der Lampe/Verhexte Hexen |
| 2  | 22.09.2007       | 02.10.2014                        | More Powers To You/Catch Me Thought You Can't/Power Tom                                        | Die Herren der Ringe/Die Turbo-Kanone/Power Tom                |
| 3  | 06.10.2007       | 06.10.2014                        | Don't Bring Your Pet to School Day/Cat Show Catastrophe/The Cat Whisperer with Casper Lombardo | Der Ameisentanz/Toms großer Auftritt/Der Katzenflüsterer       |
| 4  | 13.10.2007       | 07.10.2014                        | Adventures in Penguin-sitting/Cat of Prey/Jungle Love                                          | Der hungrige Pinguin/Auf Adlerschwingen/Tom wird eingewickelt  |
| 5  | 27.10.2007       | 08.10.2014                        | Invasion of the Body Slammers/Monster Con/Over the River and Boo the Woods                     | Invasion der Aliens/Der Katzenwerwolf/Flussfahrt ins Grauen    |
| 6  | 03.11.2007       | 09.10.2014                        | Xtreme Trouble/A Life Less Guarded/Sasquashed                                                  | Die Käsejagd/Duell im Schwimmbad/Bigfoot                       |
| 7  | 10.11.2007       | 10.10.2014                        | Summer Squashing/League of Cats/Little Big Mouse                                               | Der Gartenwächter/Liga der Katzen/Ameisenterror                |
| 8  | 01.12.2007       | 13.10.2014                        | Bend It Like Thomas/Endless Bummer/Game, Set, Match                                            | Fußballtricks/Droppy, der Supersurfer/Der Tennisprofi          |
| 9  | 08.12.2007       | 14.10.2014                        | The Declaration of Independunce/Kitty Hawked/24 Karat Kat                                      | Kater Tom Jefferson/Jerry, der Flugpionier/Goldrausch          |
| 10 | 02.02.2008       | 15.10.2014                        | Hockey Schtick/Snow Brawl/The Abominable Snowmouse                                             | Tanz auf dem Eis/Schneekünstler/Die Schneemaus                 |
| 11 | 09.02.2008       | 26.10.2014                        | DJ Jerry/Kitty Cat Blues/Flamenco Fiasco                                                       | DJ Jerry/Der Katzenblues/DasFlamingo-Fiasko                    |
| 12 | 08.03.2008       | 17.10.2014                        | You're Lion/Kangadoofus/Monkey Chow                                                            | Wild und gefährlich/Die Springmaus/Affentheater                |
| 13 | 22.03.2008       | 20.10.2014                        | Game of Mouse & Cat/Babysitting Blues/Catfish Follies                                          | Maus jagt Katze/Begnadete Babysitter/Der Katzenfluch           |

### Die Tom und Jerry Show (2014)

#### Staffel 1
| #  | Erstausstrahlung       | Deutschsprachige Erstausstrahlung | Originaltitel                                  | Deutscher Titel                                            |
| -- | ---------------------- | --------------------------------- | ---------------------------------------------- | ---------------------------------------------------------- |
| 1  | 1. Mär. 2014 (Kanada)  | 3. Nov. 2014                      | Spike Gets Skooled/Cats Ruffled Furniture      | Eine Lektion für Spike/Tom und die Hexen                   |
| 2  | 1. Mär. 2014 (Kanada)  | 4. Nov. 2014                      | Sleep Disorder/Tom’s In-Tents Adventure        | Das Superbett/Der Ruf der Natur                            |
| 3  | 8. Mär. 2014 (Kanada)  | 5. Nov. 2014                      | Birthday Bashed/Feline Fatale                  | Tykes Geburtstag/Das Fischdosenkomplott                    |
| 4  | 15. Mär. 2014 (Kanada) | 6. Nov. 2014                      | Cat Nippy/Ghost of a Chance                    | Einmal Kater eisgekühlt/Toms Neun Leben                    |
| 5  | 3. Mai 2014 (Kanada)   | 7. Nov. 2014                      | Holed Up/One of a Kind                         | Der Hausgast/Gefahr im Hundepark                           |
| 6  | 10. Mai 2014 (Kanada)  | 10. Nov. 2014                     | Belly Achin’/Dog Daze                          | Toms Glückstag/Hundstage                                   |
| 7  | 6. Apr. 2014 (Kanada)  | 11. Nov. 2014                     | Birds of a Feather/Vampire Mouse               | Zwei vom gleichen Schlag/Der Verwandlungstrank             |
| 8  | 12. Apr. 2014 (Kanada) | 12. Nov. 2014                     | Entering and Breaking/Franken Kitty            | Spike, der Sicherheitsexperte/Die Zeitmaschine             |
| 9  | 19. Apr. 2014 (Kanada) | 13. Nov. 2014                     | Tom-Foolery/Haunted Mouse                      | Der Straßentiger/Geisterjäger                              |
| 10 | 10. Jul. 2014 (USA)    | 14. Nov. 2014                     | Here’s Looking A-Choo Kid/Superfied            | Das Kuschelkätzchen/Superkräfte                            |
| 11 | 11. Jul. 2014 (USA)    | 17. Nov. 2014                     | What a Pain/Hop to It                          | Der Schädlingsbekämpfer/Hopp, hopp!                        |
| 12 | 10. Mai 2014 (Kanada)  | 18. Nov. 2014                     | For the Love of Ruggles/Sleuth or Consequences | Die Suche nach Ruggles/Die falschen Schnüffler             |
| 13 | 17. Mai 2014 (Kanada)  | 19. Nov. 2014                     | Dinner Is Swerved/Bottled Up Emotions          | Das romantische Dinner/Vermischte Gefühle                  |
| 14 | 16. Jul. 2014 (USA)    | 9./14. Mär. 2015                  | Turn About/The Plight Before Christmas         | Rendezvous mit Hindernissen/Der verzauberte Weihnachtsmann |
| 15 | 17. Jul. 2014 (USA)    | 10./11. Mär. 2015                 | Tuffy Love/Poof!                               | Tuffy allein zu Haus/Harry, der Zauberhase                 |
| 16 | 21. Jul. 2014 (USA)    | 12./13. Mär. 2015                 | Top Cat/Mummy Dearest                          | Der Oberkater/Liebste Mami                                 |
| 17 | 22. Jul. 2014 (USA)    | 16./17. Mär. 2015                 | Domestic Kingdom/Molecular Breakup             | Das häusliche Königreich/Molekulare Reisen                 |
| 18 | 23. Jul. 2014 (USA)    | 18./19. Mär. 2015                 | Just Plane Nuts/Pets Not Welcome               | Flug mit Hindernissen/Haustiere nicht erwünscht            |
| 19 | 24. Jul. 2014 (USA)    | 20./23. Mär. 2015                 | Cruisin’ for a Bruisin/Road Trippin’           | Schiff ahoi!/Unterwegs                                     |
| 20 | 25. Jul. 2014 (USA)    | 24./25. Mär. 2015                 | Magic Mirror/Bone Dry                          | Spieglein an der Wand/Der Knochendieb                      |
| 21 | 28. Jul. 2014 (USA)    | 26./27. Mär. 2015                 | My Bot-y Guard/Little Quacker & Mr. Fuzzy Hide | Der Sicherheits-Roboter/Das kleine Monster                 |
| 22 | 29. Jul. 2014 (USA)    | 30./31. Mär. 2015                 | Pipeline/No Brain, No Gain                     | Der Ehering/Das Superhirn                                  |
| 23 | 30. Jul. 2014 (USA)    | 1./2. Apr. 2015                   | Cat Napped/Black Cat                           | Gekatznapped/Schwarzer Kater                               |
| 24 | 31. Jul. 2014 (USA)    | 3./6. Apr. 2015                   | Hunger Strikes/Gravi-Tom                       | Hunger, Hunger/Gravi-Tom                                   |
| 25 | 1. Aug. 2014 (USA)     | 7./8. Apr. 2015                   | Ghost Party/Cat-Astrophe                       | Geisterparty/Katz-astrophe                                 |
| 26 | 4. Aug. 2014 (USA)     | 9./10. Apr. 2015                  | Curse Case Scenario/Say Cheese                 | Der verfluchte Fluch/Tom geschrumpft                       |

#### Staffel 2
| #  | Erstausstrahlung | Deutschsprachige Erstausstrahlung | Originaltitel                                                         | Deutscher Titel                                                                |
| -- | ---------------- | --------------------------------- | --------------------------------------------------------------------- | ------------------------------------------------------------------------------ |
| 27 | 06.02.2016       | 24.10.2016                        | Dental Case/Picture Imperfect/One-Way Cricket                         | Der faule Zahn/Das fast perfekte Foto/Die Grille                               |
| 28 | 13.02.2016       | 25.10.2016                        | Slinging in the Rain/Squeaky Clean/Tough Luck Duck                    | Regentag/Quietschesauber/Das Unglücks-Entchen                                  |
| 29 | 20.02.2016       | 26.10.2016                        | The Paper Airplane Chase/Round Tripped/Smitten With the Kitten        | Papierflugzeuge/Reisefieber/Das Miezekätzchen                                  |
| 30 | 12.03.2016       | 27.10.2016                        | Cheesy Ball Run/Say Uncle/Here Come's the Bribe                       | Lecker-Schmecker-Käseecken/Besuch von Onkel Harry/Die falsche Braut            |
| 31 | 07.11.2016       | 07.12.2016                        | Tuffy's Big Adventure/Dragon Down the Holidays/Slaphappy Birthday     | Abenteuer im Schnee/Eine Babydrache zum Fest/Spike's Geburtstag                |
| 32 | 09.11.2016       | 02.11.2016                        | Big Top Tom/Reward If Lost/From Nuts to Soup                          | Das Zirkus-Abenteuer/Bitte zurückbringen/Die Walnuss-Jagd                      |
| 33 | 09.11.2016       | 04.11.2025                        | Build-a-beast/To Kill a Mockingbird/No Fly Zone                       | Die Bestie/Die Spottdrossel/Die freche Fliege                                  |
| 34 | 08.11.2016       | 02.11.2016                        | X Marks the Thumpin'/Charity Chase/Duck, Duck, Loose                  | Die Schatzkiste/Das verlorene Deckchen/Der kleine Schlafwandler                |
| 35 | 08.11.2016       | 09.12.2016                        | Dandy Do-gooders/Shadow Boxin'/Baby Blues                             | Die Gute-Taten Dandys/Toms Schatten/Babysitter Spike                           |
| 36 | -                | 15.12.2016                        | Life's a Beach/Meanie Genie/Flea Bitten                               | Urlaub am Strand/Drei Wünsche/Flohalarm                                        |
| 37 | -                | 16.12.2016                        | I Quit/The Art of the Deal/Hiccup and Away                            | Jerry zieht aus/Die vermissten Hunde/Der Schluckauf muss weg                   |
| 38 | -                | 31.03.2017                        | Tom-fu/You Can't Handle the Tooth/Pain for Sale                       | Tom Fu/Der Oger-Zahn/Der Trödelverkauf                                         |
| 39 | -                | 21.03.2017                        | Downtown Tabby/Growing Pains/Toodle Boom!                             | Eine Maus im Haus/Der beste Gärtner/Rendezvous mit Mäusen                      |
| 40 | -                | 14.12.2016                        | Bringing Down the House/Return To Sender/Jerry Rigged                 | Der Housesitter/Der geheimnisvolle Verehrer/Wie man Mäuse fängt                |
| 41 | -                | 09.12.2016                        | The Art of War/Pillow Case/Home Insecurity                            | Alles für die Kunst/Der Kissen-Fall/Hausy                                      |
| 42 | -                | 23.03.2017                        | Tail of Two Kitties/Vanishing Creamed/Unhappily Harried After         | Der vorgetäuschte Kater/Die Salbe/Der Hochzeits-Albtraum                       |
| 43 | -                | 27.03.2017                        | Splinter of Discontent/Forget Me Not/In the Beginning                 | Der Splitter/Ein mysteriösern Fall/Wie alles begann                            |
| 44 | -                | 27.03.2017                        | Uncle Pecos Rides Again/Out Tith the Old/Tic-tyke-d'oh                | Onkel Pecos, der Rodeo-Clown/Die neue Katze/Spielen mit Tyke                   |
| 45 | -                | 31.03.2017                        | Tom and Jerry-geddon/No Strings Attached/Move It or Lose It           | Manche lernen es nie/Die lebende Puppe/Zügellose Gier                          |
| 46 | -                | 04.04.2017                        | Wing Nuts/Cat Dance Fever/Hunger Games                                | Der Fifi-Fall/Der verschwundene Tanzpartner/Des einen Freund, des anderen Leid |
| 47 | -                | 05.04.2017                        | Hair Today, Gone Tomorrow/Missing in Traction/Funnel Face             | Eine haarige Angelegenheit/Der tollwütige Hund/Die Halskrause                  |
| 48 | -                | 30.03.2017                        | Dirty Rat/Cat-titude Adjustment/Pinch Hitter                          | Die raffinierte Ratte/Der verzauberte Tom/Die Katzenbruderschaft               |
| 49 | -                | 07.04.2017                        | Fight in the Museum/Kitten Grifters/School of Hard Knocks             | Der Kampf im Museum/Der Kätzchenräuber/Der Praxis-Unterricht                   |
| 50 | -                | 07.04.2017                        | Cat-a-tonic Mouse/Brain Food/Wish Bone                                | Onkel Pecos' Wundersaft/Hirnfutter/Der Wunschknochen                           |
| 51 | -                | 10.04.2017                        | Going Going Gone Viral/The Tortoise Don't Play Fair/Fish Out of Water | Tom, die Lachnummer/Die Schildkröte spielt nicht fair/Der gefräßige Gast       |
| 52 | -                | 13.04.2017                        | Cat Match Fever/Cold Snap/Novel Idea                                  | Das Date/Kälteeinbruch/Toms Memoiren                                           |

#### Staffel 3
| #  | Erstausstrahlung | Deutschsprachige Erstausstrahlung | Originaltitel                                                                     | Deutscher Titel                                                     |
| -- | ---------------- | --------------------------------- | --------------------------------------------------------------------------------- | ------------------------------------------------------------------- |
| 53 | -                | 16.10.2017                        | Someone's in the Kitchen with Mynah/When You Leash Expect It/Don't Cut the Cheese | Das neue Haustier/Tom geht Gassi/Pfoten weg vom Käse                |
| 54 | -                | 19.10.2017                        | Calamari Jerry/Cattyshack/Drone Sweet Drone                                       | Jerry und der Tintenfisch/Croquet-Wahnsinn/Ach, du dicke Drohe!     |
| 55 | -                | 24.10.2017                        | Home Away from Home/From Riches to Rags/Chew Toy                                  | Der alte Teppich/Ein herrschaftlicher Traum/Tom, das Hundespielzeug |
| 56 | -                | 27.10.2017                        | Live and Let Diet/Auntie Social/A Snootful                                        | Vergebliche Diät/Tante Louella/Das feien Kätzchen                   |
| 57 | -                | 03.11.2017                        | Lame Duck/It's All Relative/Vegged Out                                            | Das Vogelbad/Freche Verwandtschaft/Gurkengrusel                     |
| 58 | -                | 02.03.2019                        | Faux Hunt/Frown and Country/Lost Marbles                                          | Der falsche Fuchs/Jerry und das Nachtleben/Die verlorenen Murmeln   |
| 59 | -                | 14.02.2018                        | Vocal Yokel/Hamster Hoopla/Tuff Shooting                                          | Das Stimmwunder/Hamsteralarm/Tontaubenschießen                      |
| 60 | -                | 19.02.2018                        | Anger Mismanagement/Vampire State/It Ain't over Until the Cat Lady Sings          | Zügle deinen Zorn/Tom, der Vampir/Die verschwundene Diva            |
| 61 | -                | 22.02.2018                        | Eggstra Credit/Costume Party Smarty/Battle of the Butlers                         | Eierdiebe/Die Kostümparty/Der Butler-Wettstreit                     |
| 62 | -                | 27.02.2018                        | Kid Stuff/Stolen Heart/The Last Laugh                                             | Kinderkram/Das gestohlene Herz/Wer zuletzt lacht...                 |
| 63 | -                | 02.03.2018                        | The Invisible Cat/Eagle Eye Jerry/Catching Some Z's                               | Der unsichtbare Kater/Adlerabenteuer/Zombiejagd                     |
| 64 | -                | 07.03.2018                        | Frenemies/You Are What You Eat/Not My Tyke                                        | Liebesärger/Du bist, was du isst/Wom ist mein Tyke?                 |
| 65 | -                | 12.03.2018                        | Everyone Into the Pool/A Head for Sciene/Cat Cop                                  | Ab in den Pool/Völlig verkopft/Katzen-Cop                           |
| 66 | -                | 08.08.2018                        | Dis-Repair Man/Double Dog Trouble/Hockey Jockeys                                  | Der Verschlimmbesserer/Doppelter Ärger/Das Hockey-Duell             |
| 67 | -                | 09.08.2018                        | Hyde and Shriek/Lightning Bug Blues/Perfume Party                                 | Der Monstertrunk/Glühwürmchen-Blues/Die Duftrivalen                 |
| 68 | -                | 11.08.2018                        | The Royal Treatment/The Beast from the Bayou/Alley Oops!                          | Der köngliche Butler/Tom das Seeungeheuer/Der Straßenrüpel          |
| 69 | -                | 14.08.2018                        | All Cat Jazz/Wrap Star/Magic Hat Cat                                              | Das Jazz-Trio/Die Mumien/Der Zauberzylinder                         |
| 70 | -                | 18.08.2018                        | Charm School Dropouts/Driven Crazy/A Star Is Forlorn                              | Die Anstandsschule/Das verrückte Automobil/Tom, der Fernsehstar     |
| 71 | -                | 21.08.2018                        | Bird Flue/Tom's Tangled Web/Saddle Soreheads                                      | Tom, der Schornsteinfeger/Tom, die Spinne/Das vermisste Springpferd |
| 72 | -                | 24.08.2018                        | Rosemary's Gravy/Eggs on a Train/Truffle Trouble                                  | Rosemarys Kochkünste/Der Eier-Transport/Die Trüffel-Schnüffler      |
| 73 | -                | 13.09.2018                        | Bars and Stripes/Cuckoo Clock/Plant Food                                          | Hinter Gittern/Die Kuckucksuhr/Der grüne Daumen                     |
| 74 | -                | 16.09.2018                        | Whack A Gopher/Hula Whoops/A Game of Bones                                        | Tom, der Gartenwächter/Hula-Hoopla/Der Unglücksknochen              |
| 75 | -                | 19.09.2018                        | Bull Fight/No Contest/Calorie Count                                               | Der Boxkampf/Die Hundchen-Olympiade/Kalorienzählen                  |
| 76 | -                | 22.09.2018                        | Fortune Hunters/Game Changer/Kiss and Makeup                                      | Die Jagd nach dem Glückskeks/Geisterschach/Gefährliche Küsse        |
| 77 | -                | 25.09.2018                        | Suitable for Framing/Springtime for Spike/Knighty Knight Knight                   | Das magischenGemälde/Spike ist verliebt/Die spukende Ritterrüstung  |
| 78 | -                | 28.09.2018                        | Phan-Tom of the Oompah/Ballad of the Catnip Kid                                   | Phan-Tom der Oper/Duell im Wilden Westen/Katzen-Spiegeleien         |

#### Staffel 4
| #   | Erstausstrahlung | Deutschsprachige Erstausstrahlung | Originaltitel                                                         | Deutscher Titel                                                                |
| --- | ---------------- | --------------------------------- | --------------------------------------------------------------------- | ------------------------------------------------------------------------------ |
| 79  | 31.12.2019       | 15.04.2019                        | Gym Rat/Scrunch Time/Mice from Mars                                   | Die trainierte Maus/Das neue Spielzeug/Mäuse vom Mars                          |
| 80  | 31.12.2019       | 18.04.2019                        | The Maltese Pigeon/Loch Ness Mess/Werewolf of Catsylvania             | Die Malteser Taube/Das Seeungeheuer/Der Werwolf von Katzenvanien               |
| 81  | -                | 21.04.2019                        | The Great Catsby/A Class of Their Own/Yeti, Set, Go                   | Der große Katsby/Eine Klasse für sich/Yeti-Alarm                               |
| 82  | -                | 24.04.2019                        | Ghoul's Gold/What About Blob?/Mouse Party                             | Katze an Bord/Das Schleimmonster/Die Mäuse-Party                               |
| 83  | -                | 27.04.2019                        | Maust/Tom Prix/Hip Replacement                                        | Fauler Zauber/Tom Prix/Chillig und cool                                        |
| 84  | -                | 30.04.2019                        | Cat-A-Combs/Cat-astrophic Failure/Un-Welcome Home                     | In den Katz-a-komben/Ein katz-astrophaler Fehler/Tom zieht aus                 |
| 85  | -                | 03.05.2019                        | Downton Crabby/Mega-Tom/Jabberwock                                    | Krabbenjagd/Mega-Tom/Jabberwock                                                |
| 86  | -                | 13.05.2019                        | A Clown Without Pity/Duck Sitting/Three Heads Are Better Than One     | Clown wider Willen/Enten-Sitting/Drei Köpfe sind besser als einer              |
| 87  | -                | 16.05.2019                        | Dam Busters/The Devil You Know/Counting Sheep                         | Feuerholz/Der nette Rüpel/Schafe zählen                                        |
| 88  | -                | 06.05.2019                        | The Old Gray Hair/Chutes and Tatters/(Not) Your Father's Mouse-Stache | Graue Haare/Tom wäscht Wäsche/Schnurrbart-Konkurrenz                           |
| 89  | -                | 09.05.2019                        | Balloonatics/Ball of Fame/My Buddy Guard                              | Heliumballonade/Der originale Ball/Der Müll-Roboter                            |
| 90  | -                | 18.05.2019                        | Hangin' Tough/Shadow of a Doubt/It's the Little Things                | Wer ist der Coolste?/Die Jagd nach dem Panther/Es sind die kleinen Dinge       |
| 91  | -                | 21.05.2019                        | Always Say Never Again/Into the Woods/Mice Fair Ladies                | Der berühmte Geheinmagent/Campingausflug mit Hindernissen/Unerwünschter Besuch |
| 92  | -                | 04.05.2020                        | Hot Wings/Wild Goose Chase/Play Date with Destiny                     | Durch die Lüfte/Die wilde Wildgans/Jerrys neue Freundin                        |
| 93  | -                | 06.05.2020                        | Mind Your Royal Manners/A Rare Breed/Oh Brother                       | Royale Manieren/Ein seltenes Exemplar/Der große Bruder                         |
| 94  | -                | 07.05.2020                        | Who Sled the Dogs Out?/Tick Tick Tick/The Butterfly Effect            | Auf den Hund gekommen/Käferalarm/Der Schmetterlingseffekt                      |
| 95  | -                | 09.05.2020                        | Curiosity Thrilled the Cat/The Wearing of the Green/Ball of Fire      | Neugier ist der Katze Not/Die Koboldschwäche/Der explosive Ball                |
| 96  | -                | 10.05.2020                        | The Masked Mouse/Flower Power/Polar Excess                            | Die Maskierte Maus/Wilde Blumen/Eisbärenchaos                                  |
| 97  | -                | 11.05.2020                        | Un-Easy Chair/Something to Crow About/Hush Puppy                      | Der Massagesessel/Die Vogelscheuche/Hundebesuch                                |
| 98  | -                | 13.05.2020                        | Dog Star Spike/Donut Daze/Tom's Cruise                                | Hunde-Star Spike/Das Donut Problem/Toms Kreuzfahrt                             |
| 99  | -                | 17.05.2020                        | Ten Toms the Trouble/Turkey Tom/Tom Save the Queen                    | Zehnfacher Tom Ärger/Truthahn-Tom/Tom schütze die Queen                        |
| 100 | -                | 18.05.2020                        | Party Animals/Tap Cat/The Ol' Switcheroo                              | Das tierische Geburtstagsgeschenk/Die Stepp-Katze/Wunsch mit Folgen            |
| 101 | -                | 14.08.2020                        | How to Be a Dog/See Ya Gator/All That Glitters                        | Anleitung zum Hundsein/Kroko im Haus/Glitzer und Glamour                       |
| 102 | -                | 16.05.2020                        | Junkyard Pup/The French Mistake/A Kick in the Tail                    | Schrottplatz-Hündchen/Pudelwohl/Das Fußballspiel                               |
| 103 | -                | 20.05.2020                        | Broom for Improvement/Puppy Guard/Bones of Contention                 | Der widerspenstige Besen/Hündchenwächter/Bones of Contention                   |
| 104 | -                | 22.05.2020                        | Farmed and Dangerous/Slam Dunk/Attachment Disorder                    | Gefährliche Farmarbeit/Slam Dunk/Ein klebrige Angelegenheit                    |

#### Staffel 5
| #   | Erstausstrahlung | Deutschsprachige Erstausstrahlung | Originaltitel                                                | Deutscher Titel                                                       |
| --- | ---------------- | --------------------------------- | ------------------------------------------------------------ | --------------------------------------------------------------------- |
| 105 | -                | 01.03.2020                        | Giant Problems/Eight Legs No Waiting/Ape for Tom and Jerry   | Das Riesenproblem/Die winzig kleine Spinne/Ein Affe für Tom und Jerry |
| 106 | -                | 02.03.2020                        | Hold the Cheese/Cave Cat/Not So Grand Canyon                 | Schluss mit der Diät/Die Höhlenkatze/Der Campingausflug               |
| 107 | -                | 03.03.2021                        | The Three Little Mice/A Kick in the Butler/Tom Thumblestein  | Die drei kleinen Mäuse/Der Butler-Boxwettkampf/Hofnarr Tom            |
| 108 | -                | 04.03.2021                        | Sock It to Me/Pumpkin Punks/Para-Abnormal Activities         | Eine ganz linke Socke/Tom der Kürbiswächter/Paranormale Aktivitäten   |
| 109 | -                | 05.03.2021                        | I Dream of Jerry/Pinata Yadda Yadda/Mr. Nobody               | Wünsch dir was/Piñata-Jagd/Mister Niemand                             |
| 110 | -                | 06.03.2021                        | Me and My Big Foot/Little Red Katzen Hood/Professor Meathead | Bigfoot-Alarm/Das Katzen-Rotkäppchen/Professor Meathead               |
| 111 | -                | 07.03.2021                        | Pranks for Nothin'/Dry Hard/Tom Quixote                      | Alles für die Katz/Trockenzeit/Tom Quijote                            |
| 112 | -                | 08.03.2021                        | Top Dog/Rikki Tikki Tabby/Day of the Jackalope               | Der Top-Hund/Tom der Schlagenbändiger/Der Tag der Haselope            |
| 113 | -                | 09.03.2021                        | Diamonds are for Never/Camelot Cat/Big Pig                   | Der Diamanten-Coup/Camelot-Kater/Ach du dickes Schwein!               |
| 114 | -                | 10.03.2021                        | Millenium Mouse/Grumpelstiltskin/Tuxedo Junction             | Millenium-Maus/Grumpelstilzchen/Besuch vom Südpol                     |
| 115 | -                | 11.03.2021                        | A Treehouse Divided/Crazy for Ewe/Tommy Appleseed            | Revierkämpfe/Braves kleines Lämmchen/Tom und die Apfelbäume           |
| 116 | -                | 12.03.2021                        | Doghouse Rock/Downsizing/Lord Spike                          | Tierheim Rock ,n‘ Roll/Der Umzug/Lord Spike                           |
| 117 | -                | 13.03.2021                        | Disapparing Tom/Officer Tyke/The Not So Ugly Duckling        | Der unsichtbare Tom/Polizeihund Spike/Das nicht so hässliche Entlein  |

### Tom & Jerry in New York (2021)

#### Staffel 1
| # | Erstausstrahlung | Deutschsprachige Erstausstrahlung | Originaltitel                                                                   | Deutscher Titel                                                        |
| - | ---------------- | --------------------------------- | ------------------------------------------------------------------------------- | ---------------------------------------------------------------------- |
| 1 | 01.07.2021       | 15.11.2021                        | Put A Ring On It/Come Fly with Me/Bubble Gum Crisis/Mousequerade                | Der Ring/Kleine Flugschule/Kaugummikrise/Mauskerade                    |
| 2 | 01.07.2021       | 16.11.2021                        | Museum Peace/Here Kite-y Kite-y/Street Wise Guys/Chameleon Story                | Mueseumsruhe/Drachenalarm/Straßenjagd/Das Chamäleon                    |
| 3 | 01.07.2021       | 17.11.2021                        | Telepathic Tabby/Shoe-In/It's a Gift/Stormin' the Doorman                       | Die Kristallkugel/Schusters Helferlein/Ein Souvenir/Ärger an der Tür   |
| 4 | 01.07.2021       | 18.11.2021                        | The Great Donut Robbery/Torpedon't/Billboard Jumble/Horticulture Clash          | Der große Donutraub/Schiffe versenkt/Werbechaos/Ausgenutzt             |
| 5 | 01.07.2021       | 19.11.2021                        | Room Service Robots/Coney Island Adventure/Scents and Sensibility/Wrecking Ball | Zimmerservice-Roboter/Im Vergnügungspark/Der Hundeduft/Die Abrissbirne |
| 6 | 01.07.2021       | 20.11.2021                        | Cat Hair/Shhh!/Torched Song/Quacker's Lucky Penny                               | Katzenhaare/Schscht/Traumlied/Der Glückspenny                          |
| 7 | 01.07.2021       | 21.11.2021                        | Ready Teddy/Swiss Cuckoo/Dream Team/Private Tom                                 | Teddy-Ärger/In der Schweiz/Dream-Team/Soldat Tom                       |

#### Staffel 2
| #  | Erstausstrahlung | Deutschsprachige Erstausstrahlung | Originaltitel                                                                    | Deutscher Titel                                                        |
| -- | ---------------- | --------------------------------- | -------------------------------------------------------------------------------- | ---------------------------------------------------------------------- |
| 8  | 18.11.2021       | 07.02.2022                        | Top of the Heap/Stunt Double Trouble/Surfer Supreme/Kabuki Cat                   | Herrscher der Halde/Der Doppelgänger/Surfer wie wir/Theater in Japan   |
| 9  | 18.11.2021       | 08.02.2022                        | Too Much Monkey Business/Doggie Championship/Snow Day/Toots the Terrible         | Alles Banane/Die Hundemeisterschaft/Schneetag/Toots auf Mäusejagd      |
| 10 | 18.11.2021       | 09.02.2022                        | The Spa's the Limit/The Hair Diginitary/Year of the Mouse/Relativity             | Spaß im Spa/Rollentausch/Das Jahr der Maus/Familienbesuch              |
| 11 | 18.11.2021       | 10.02.2022                        | Cat and Mouse Burglars/Caterpillar and Mouse/The Pied Piper of Harlem/Lazy Jerry | Diebische Diva/Die kleine Raupe/Mäusefänger von Harlem/Das faule Leben |
| 12 | 18.11.2021       | 11.02.2022                        | To Your Health/Golf Brawl/Tom's Swan Song/King Spike the First and Last          | Gesundheit!/Golf-Streit/Mein leiber Schwan/König Spike                 |
| 13 | 18.11.2021       | 14.02.2022                        | Planet of Mice/Ball of Fun/Big Apple/Flamingo A-Go-Go                            | Planet der Mäuse/In der Kugel/New York, New York/Drei Flamingos        |

## Filme (1992 bis heute)
1992
- Tom and Jerry: The Movie (Tom & Jerry – Der Film)

2001
- The Mansion Cat

2002
- The Magic Ring (Der Zauberring)

2005
- Blast off to Mars (Abenteuer auf dem Mars)
- The Fast and the Furry (Mit Vollgas um die Welt)

2006
- Shiver Me Whiskers (Piraten auf Schatzsuche)

2007
- A Nutcracker Tale (Eine Weihnachtsgeschichte)

2010
- Tom and Jerry meet Sherlock Holmes (Tom und Jerry treffen Sherlock Holmes und Dr. Watson)

2011
- Tom and Jerry & The Wizard of Oz (Tom und Jerry und der Zauberer von Oz)

2012
- Tom and Jerry: Robin Hood and his Merry Mouse (Tom und Jerry – Robin Hood und seine tollkühne Maus)

2013
- Tom and Jerry's Giant Adventure (Tom und Jerry – Ein gigantisches Abenteuer)

2014
- Tom and Jerry: The Lost Dragon (Tom und Jerry und der verlorene Drache)

2015
- Tom and Jerry: Spy Quest (Tom und Jerry – Agentenjagd)

2016
- Tom and Jerry: Back to Oz (Tom und Jerry – Rückkehr nach Oz)

2017
- Tom and Jerry: Willy Wonka and the Chocolate Factory (Tom und Jerry: Willy Wonka und die Schokoladenfabrik)

2021
- Tom & Jerry: Der Film (2021)

2022
- Tom and Jerry: Cowboy Up!
- Tom and Jerry: Snowman's Land

2025
- Tom And Jerry: Forbidden Compass

## Mediale Referenzwirkung
Die Serie kann als Vorbild für Itchy & Scratchy, eine fiktive Fernsehserie innerhalb der Simpsons, gesehen werden.
Die TV-Serie Taffy, in der ein Hund immer wieder vergeblich versucht, einen sich als Katze ausgebenden Waschbären zu enttarnen, lehnt sich im Stil stark an die frühen Tom-und-Jerry-Folgen an.